# Baker Millian
Baker Millian (* 3. Februar 1908 in Crowley, Louisiana; † 20. November 2002 in Oakland, Kalifornien) war ein US-amerikanischer Jazzmusiker (Tenorsaxophon).

## Leben und Wirken
Millian begann seine Karriere als Pianist und Saxophonist (Alt und C-Melody) in der lokalen Band Yelpin’ Hounds, bevor er kurze Zeit bei Chris Kelly in New Orleans spielte. Nach seiner Rückkehr nach Crowley arbeitete er ab 1927 als Tenorsaxophonist bei den Black Eagles von Evan Thomas, bis sich die Band 1929 auflöste. In den folgenden Jahren gehört er der Formation Buffalo Rhythm Stompers an, mit der er nach Texas kam. Nach einer Tätigkeit in New Mexico und in Houston spielte er in einem Ensemble unter Leitung von Giles Mitchell. In den späten 1930er-Jahren gehörte er der Territory Band Boots and His Buddies an, als Solist auf deren Plattenaufnahmen für Bluebird Records zu hören. In den 1940er-Jahren arbeitete er in der Musikszene von Kalifornien, u. a. mit Bunk Johnson; im Hauptberuf war er eine Zeitlang bei der Post tätig. 1947 wirkte Millian noch bei R&B-Aufnahmen von Ivory Joe Hunter mit. Im Bereich des Jazz war er zwischen 1935 und 1947 an neun Aufnahmesessions beteiligt.

## Diskographische Hinweise
- Boots and His Buddies – 1935–1937 (Classics, ed. 1993)
- Boots and His Buddies – 1937–1938 (Classics, ed. 1993)